# 托邁基奇瓦區

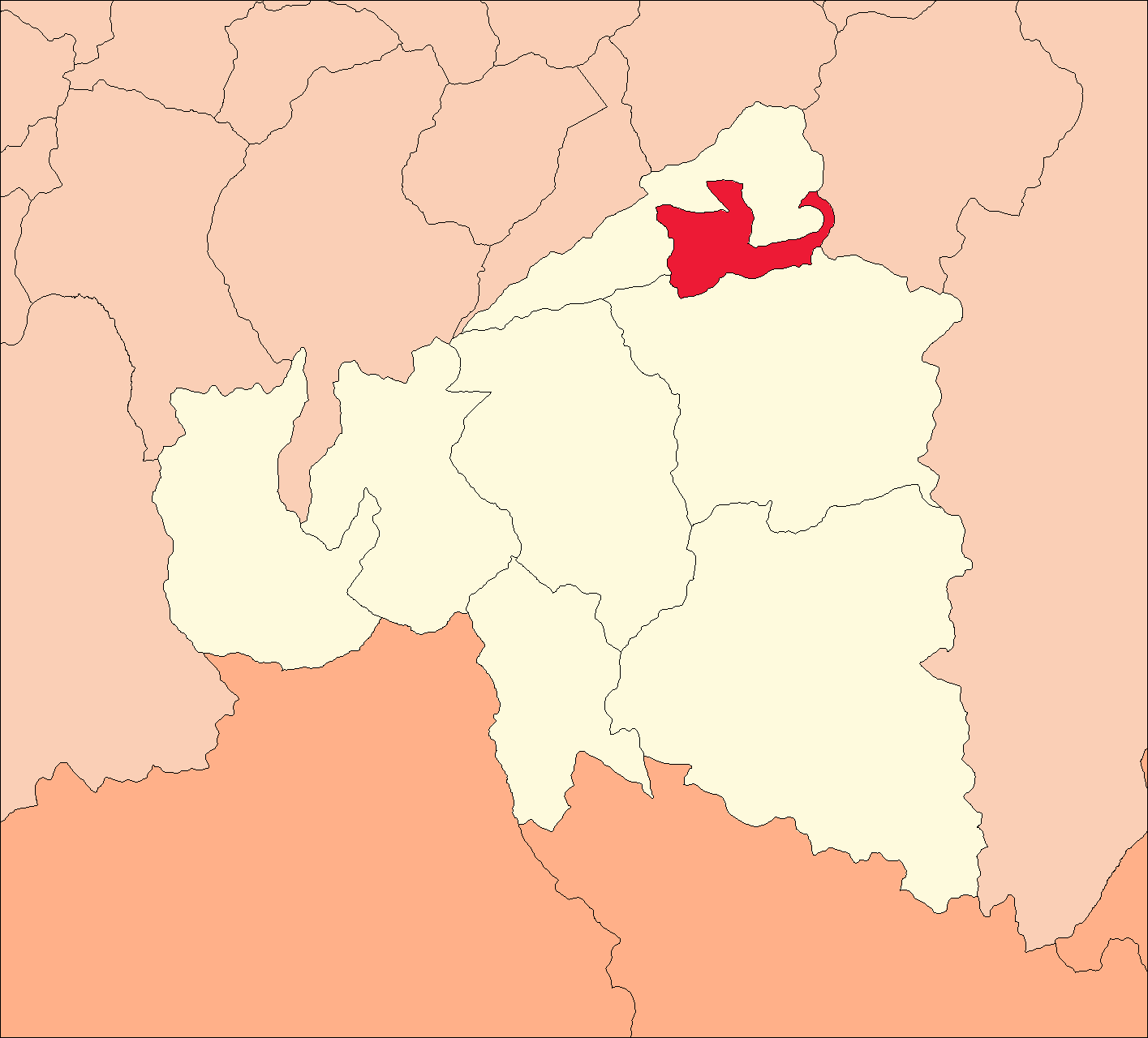

10°04′50″S 76°13′21″W / 10.0805°S 76.2224°W
托邁基奇瓦區（西班牙語：Distrito de Tomay Kichwa），是秘魯的一個區，位於該國中部瓦努科大區的安博省，始建於1935年12月18日，面積42.1平方公里，海拔高度2,180米，2005年人口3,511，人口密度每平方公里83人。